# 앨프 램지
알프레드 에른스트 램지 경(영어: Sir Alf Ramsey, 1920년 1월 22일 ~ 1999년 4월 28일)은 잉글랜드의 전 축구 선수이자 감독이다. 잉글랜드의 FIFA 월드컵 우승을 이끈 감독이다.
포츠머스 FC에서 유스 팀 데뷔를 했지만 프로 데뷔는 사우샘프턴 FC에서 하였다. 그리고 토트넘 홋스퍼 FC로 이적하였다. 램지의 입단 첫 시즌에 토트넘은 풋볼 리그 2부를 우승하였고, 다음 시즌에는 풋볼 리그 1부를 우승하면서 뛰어난 모습을 보여주었다. 또한 잉글랜드 축구 국가대표팀에 선발되면서 1950년 FIFA 월드컵에도 참가하였다.
그리고 선수 은퇴 후 바로 입스위치 타운 FC 감독으로 데뷔하여 8년간 맡았다. 램지는 1956-57 시즌 풋볼 리그 3부 남부를 우승하고, 1960-61 시즌에는 풋볼 리그 2부, 다음 시즌인 1961-62에는 풋볼 리그 1부를 우승하는 매우 뛰어난 지도력을 보여주었다.
그리고 이를 바탕으로 11년간 잉글랜드 축구 국가대표팀의 감독을 맡는다. 이 시기에 램지는 조국에서 열린 1966년 FIFA 월드컵을 우승하면서 잉글랜드에게 처음이자 현재까지는 마지막인 FIFA 월드컵 우승 트로피를 가져다 주었다. 특히 서독과의 결승전 경기에서 4-3-3의 시초가 되는 '윙 없는 불가사의'(영어: The Wingless Wonders) 전술을 보여주었다. 그리고 2년 뒤인 UEFA 유로 1968에도 3위를 기록하였다. 이 성적은 자국에서 열린 UEFA 유로 1996의 성적과 함께 현재까지 잉글랜드의 유로 최고 성적이다.

## 수상

### 선수
- 퍼스트 디비전 : 1950-51
- 세컨드 디비전 : 1949-50

### 감독
- 퍼스트 디비전 : 1961–62
- 세컨드 디비전 : 1960–61
- 서드 디비전 남부 : 1956-57
- 브리티시 홈 챔피언십 : 1964–65, 1965–66, 1966–67, 1967–68, 1970–71, 1972–73
- FIFA 월드컵 : 1966

### 개인
- 잉글랜드 축구 명예의 전당 : 2002
- 입스위치 타운 명예의 전당 : 2011
- 기사작위(Knight Bachelor) 서임[1] : 1967
- 입스위치 타운 동상 : 2000
- 포트먼 로드 남부 스탠드 명명 : 2012
- 웸블리 스타디움 동상 : 2009